# Georfans
Georfans är en kommun i departementet Haute-Saône i regionen Bourgogne-Franche-Comté i östra Frankrike. Kommunen ligger i kantonen Villersexel som tillhör arrondissementet Lure. År 2022 hade Georfans 40 invånare.

## Befolkningsutveckling
Antalet invånare i kommunen Georfans
| Referens: INSEE |